# Данліві (Пенсільванія)
Данліві (англ. Dunlevy) — місто (англ. borough) в США, в окрузі Вашингтон штату Пенсільванія. Населення — 371 особа (2020).

## Географія
Данліві розташоване за координатами 40°6′34″ пн. ш. 79°51′31″ зх. д. / 40.10944° пн. ш. 79.85861° зх. д. (40.109571, -79.858734).  За даними Бюро перепису населення США в 2010 році місто мало площу 1,50 км², з яких 1,34 км² — суходіл та 0,15 км² — водойми.

## Демографія
Згідно з переписом 2010 року, у селищі мешкала 381 особа в 179 домогосподарствах у складі 107 родин. Густота населення становила 254 особи/км².  Було 192 помешкання (128/км²).
Расовий склад населення:
| - 97,6 % — білих - 1,3 % — чорних або афроамериканців |

До двох чи більше рас належало 1,0 %. Частка іспаномовних становила 0,0 % від усіх жителів.
За віковим діапазоном населення розподілялося таким чином: 17,8 % — особи молодші 18 років, 59,1 % — особи у віці 18—64 років, 23,1 % — особи у віці 65 років та старші. Медіана віку мешканця становила 48,4 року. На 100 осіб жіночої статі у селищі припадало 91,5 чоловіків;  на 100 жінок у віці від 18 років та старших — 93,2 чоловіків також старших 18 років.
Середній дохід на одне домашнє господарство  становив 52 541 долар США (медіана — 39 792), а середній дохід на одну сім'ю — 64 626 доларів (медіана — 53 750). За межею бідності перебувало 15,1 % осіб, у тому числі 28,2 % дітей у віці до 18 років та 9,6 % осіб у віці 65 років та старших.
Цивільне працевлаштоване населення становило 160 осіб. Основні галузі зайнятості: освіта, охорона здоров'я та соціальна допомога — 24,4 %, виробництво — 20,0 %, роздрібна торгівля — 14,4 %, будівництво — 9,4 %.